# Aloha (Oregon)
Aloha (kiejtése: [əˈloʊ.ə]) az Amerikai Egyesült Államok északnyugati részén, Oregon állam Washington megyéjében, Portlandtől 17,5 km-re nyugatra elhelyezkedő statisztikai település. A 2010. évi népszámláláskor 49 425 lakosa volt. Területe 19,1 km², melynek 100%-a szárazföld.
A rendfenntartást és a tűzvédelmet a Tualatin Valley Fire and Rescue látja el.

## Történet
1912. január 9-én nyílt meg a közösség postahivatala, ekkor kapta az Aloha nevet; előtte Wheeler Crossingnak hívták. Az Oregon Geographic Names alapján vitatott az Aloha név eredete. Egyes források szerint Robert Capler vasúti dolgozó nevezte el, de nem tudni miért. 1983-ban Joseph H. Buck állította, hogy a területet az unokaöccse, Julius Buck, az első postamester nevezte el Aloah-nak a wisconsini Winnebago-tó után. Az utolsó két betűt valószínűleg a posta cserélte fel tévedésből; a település nevét a helyiek viszont a korábbi név alapján ejtik ki.
1984-ben városi ranghoz folyamodtak, de nem kapták meg, mivel a megye szerint nem tudták volna biztosítani a szükséges közszolgáltatásokat.
2012-ben nyílt meg a Farmington Road, a Kinnaman Road és a Bales Thriftway által határolt területen lévő bevásárlóközpontban a város első könyvtára, az Alohai Közösségi Könyvtár. Alapítója az Aloha Community Library Association, a fenntartásról önkéntesek gondoskodnak. Megnyitásakor 4500 könyve volt.

## Népesség

### 2010
A 2010-es népszámláláskor  49 425 lakója, 16 875 háztartása és 12 469 családja volt. A népsűrűség 2587,7 fő/km2. A lakóegységek száma 17 711, sűrűségük 927,3 db/km2. A lakosok 70,9%-a fehér, 2,6%-a afroamerikai, 1%-a indián, 8,9%-a ázsiai, 0,5%-a a Csendes-óceáni szigetekről származik, 11%-a egyéb, 5,1%-a pedig kettő vagy több etnikumú. A spanyol vagy latino származásúak aránya 21,1% (17% mexikói, 0,4% Puerto Ricó-i, 0,1% kubai, 3,6% egyéb spanyol vagy latino származású.)
A háztartások 38,7%-ában élt 18 évnél fiatalabb. 55% házas, 12,9% egyedülálló nő, 6% egyedülálló férfi, 26,1% pedig nem család. 18% egyedül élt; 4,1%-uk 65 éves vagy idősebb. Egy háztartásban átlagosan 2,91 személy élt; a családok átlagmérete 3,29 fő.
A medián életkor 32,8 év volt. Lakóinak 28,1%-a 18 évesnél fiatalabb, 5,6% 18 és 24 év közötti, 33,1%-uk 25 és 44 év közötti, 26,2%-uk 45 és 64 év közötti, 7%-uk pedig 65 éves vagy idősebb. A lakosok 50%-a férfi, 50%-a pedig nő.

### 2000
A 2000-es népszámláláskor   41 741 lakója, 14 228 háztartása és 10 841 családja volt. A népsűrűség 2186,7 fő/km2. A lakóegységek száma 14 851, sűrűségük 778 db/km2. A lakosok 79,4%-a fehér, 1,35%-a afroamerikai, 0,78%-a indián, 7,69%-a ázsiai, 0,37%-a a Csendes-óceáni szigetekről származik, 6,7%-a egyéb-, 3,72%-a pedig kettő vagy több etnikumú. A spanyol vagy latino származásúak aránya 12,93% (9,7% mexikói, 0,3% Puerto Ricó-i, 0,1% kubai, 2,9% pedig egyéb spanyol/latino származású.)
A háztartások 42,9%-ában élt 18 évnél fiatalabb. 59,4% házas, 11,6% egyedülálló nő; 23,8% pedig nem család. 16,9% egyedül élt; 3,5%-uk 65 éves vagy idősebb. Egy háztartásban átlagosan 2,92 személy élt; a családok átlagmérete 3,28 fő.
Lakóinak 29,8%-a 18 évesnél fiatalabb, 9,1% 18 és 24 év közötti, 35%-uk 25 és 44 év közötti, 20,3%-uk 45 és 64 év közötti, 5,7%-uk pedig 65 éves vagy idősebb. A medián életkor 31 év volt. Minden 100 nőre 101,5 férfi jut; a 18 évnél idősebb nőknél ez az arány 99,8.
A háztartások medián bevétele 52 299 amerikai dollár, ez az érték családoknál $56 566. A férfiak medián keresete $40 369, míg a nőké $29 921. Az egy főre jutó bevétel (PCI) $19 685. A családok 5,6%-a, a teljes népesség 7,9%-a élt létminimum alatt; a 18 év alattiaknál ez a szám 9,4%, a 65 évnél idősebbeknél pedig 5,2%.

## Oktatás

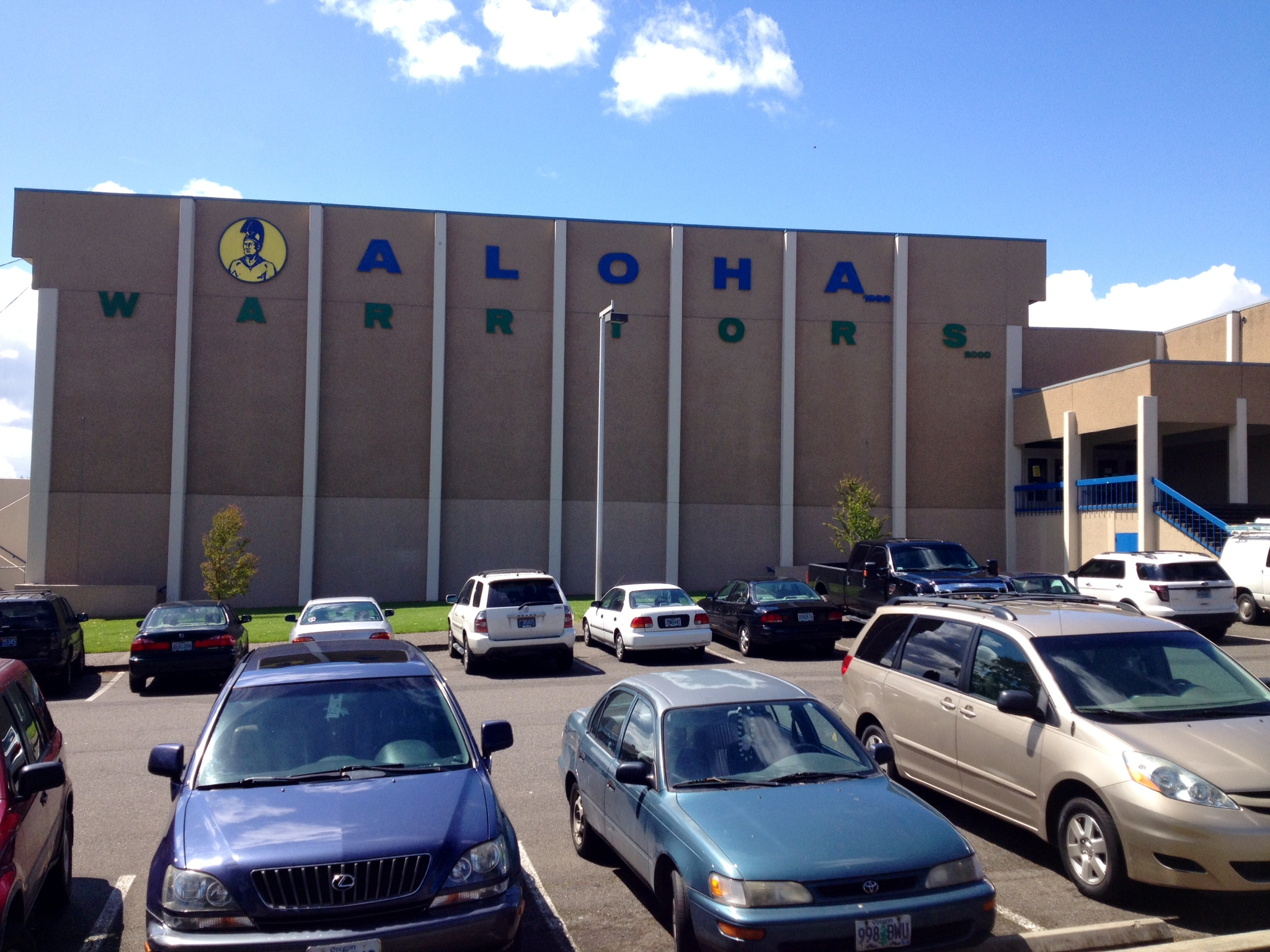
Aloha High School

Aloha iskoláit a beavertoni és hillsborói kerületek működtetik.
A beavertoni kerülethez az Aloha High School és az International School of Beaverton tartozik. A középiskolák a Mountain View Middle School és a Five Oaks Middle School; az általános iskolák: Aloha-Huber Park, Beaver Acres, Cooper Mountain, Errol Hassell, Hazeldale és a Kinnaman Elementary School.
A hillsborói kerülethez a Century High School és az R. A. Brown Middle School tartozik, valamint a következő általános iskolák: Butternut Creek, Imlay, Indian Hills, Reedville és a Tobias Elementary School.
A közeli magániskolák: Life Christian School, Palace of Praise Academy és Faith Bible Christian School.

## Nevezetes személy
- Jeff Barker – képviselő

## Fordítás
Ez a szócikk részben vagy egészben  az   Aloha, Oregon című angol Wikipédia-szócikk ezen változatának fordításán alapul.  Az eredeti cikk szerkesztőit annak laptörténete sorolja fel. Ez a jelzés csupán a megfogalmazás eredetét és a szerzői jogokat jelzi, nem szolgál a cikkben szereplő információk forrásmegjelöléseként.